# Bruant maritime
Ammospiza maritima
Espèce
Statut de conservation UICN

 LC  : Préoccupation mineure
Le Bruant maritime (Ammospiza maritima, anciennement Ammodramus maritimus) est une espèce de passereaux sédentaire dont il existe de nombreuses sous-espèces.

## Répartition
Il est endémique aux zones côtières de l'est des États-Unis (du sud du Maine jusqu'au Texas) ; il hiverne plus au sud jusqu'à la frontière mexicaine ainsi qu'en Floride.

## Sous-espèces
D'après la classification de référence (version 13.1, 2022) du Congrès ornithologique international, cette espèce est constituée des sous-espèces suivantes (ordre phylogénique), :
- Ammospiza maritima maritima (Wilson, 1811[3]) : La sous-espèce nominale. Vit sur la côte atlantique, du New Hampshire (rarement Maine) à la Caroline du Nord. Dos gris, avec ou sans stries pâles, et ventre gris-blanc.
- Ammospiza maritima macgillivraii (Audubon, 1834) : Vit de la Caroline du Nord au nord-est de la Floride. Proche de maritima mais avec des stries plus sombres et marquées et légèrement plus petite. Inclut pelonota.
- Ammospiza maritima fisheri (Chapman, 1899) : Vit dans le golfe du Mexique, de l'Alabama au Texas. Proche de peninsulae, avec ou sans stries, et une bande ventrale marquée.
- Ammospiza maritima sennetti (Allen, 1888) : Vit dans le golfe du Mexique, vers le sud du Texas. Proche de fisheri, avec un dos plus vert et généralement sans stries, ventre plus clair et bande ventrale plus jaune et moins marquée.
- Ammospiza maritima peninsulae (Allen, 1888) ; inclut A. m. juncicola (Griscom & Nichols) 1920 : Vit sur la côte ouest de la Floride. Proche de macgillivraii, mais avec un dos brun-noir et un ventre gris.
- †Ammospiza maritima nigrescens (Ridgway, 1874) : Vivait en Floride, notamment sur l'île Merritt. A disparu à la suite de la destruction des marais salants qu'elle habitait. Le dernier représentant de cette sous-espèce est mort le 17 juin 1987 et elle a été déclarée éteinte en décembre 1990.
- Ammospiza maritima mirabilis (Howell, 1919) : Vit dans les Everglades, en Floride ; assez isolée géographiquement et génétiquement car vivant près de l'eau douce. Menacée. Proche de sennetti mais avec un dos plus vert olive, ventre assez blanc sans bande ventrale.

Il est à noter que la frontière entre macgillivraii et maritima est mal établie, celle basée sur les différences physiques étant différente de celle établie sur des critères génétiques.